# Belgische wetgevende verkiezingen 1892
Algemene parlementsverkiezingen vonden plaats in België op dinsdag 14 juni 1892, met een tweede ronde op dinsdag 21 juni 1892 in de kieskringen Bergen, Doornik, Verviers, Nijvel en Charleroi.
Het was een algehele vernieuwing van beide kamers, wat geleden was van de verkiezingen van 2 augustus 1870. Er was immers voor de eerste keer een herzieningsverklaring van de Grondwet. Met de grondwetswijzigingen van 7 september 1893 werd vervolgens het algemeen stemrecht ingevoerd. De verkiezingen van 1892 waren dus de laatste onder het systeem van cijnskiesrecht.
Door bevolkingsgroei waren er 14 Kamerzetels en 7 Senaatszetels meer. De katholieken verloren twee zetels en de liberalen wonnen 16 zetels, waardoor de katholieken hun tweederdemeerderheid verloren maar nog wel een absolute meerderheid behielden.
Twee dagen na de verkiezingen overlijdt de liberaal volksvertegenwoordiger voor Aarlen Victor Tesch.
De verkozen leden legden de eed af in de openingszitting op 12 juli 1892.

## Verkozenen
- Kamer van volksvertegenwoordigers (samenstelling 1892-1894)
- Samenstelling Belgische Senaat 1892-1894